# Marianne Boschan
Marianne Boschan (Kohn) (ur. 6 września 1901, zm.  1960) – austriacka brydżystka.

## Wyniki brydżowe

### Zawody europejskie

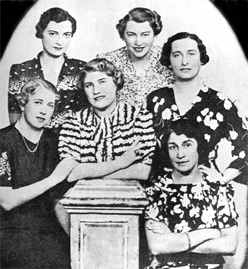
Zwycięski Austriacki zespół kobiecy na rozegranych w 1937 roku 1 Mistrzostwach Świata pod patronatem IBL. EBL uznaje te zawody za 6. Drużynowe Mistrzostwa Europy: Rixi Scharfstein na górze, pierwsza z lewej. Pozostałe uczestniczki, od lewej: Marianne Boschan, Gertie Brunner, Ethel Ernst, Elizabeth Klauber, Gertie Schlesinger (siedzi).

W europejskich zawodach zdobyła następujące lokaty:
| Zawody europejskie. Konkurencja teamów | Zawody europejskie. Konkurencja teamów | Zawody europejskie. Konkurencja teamów | Zawody europejskie. Konkurencja teamów | Zawody europejskie. Konkurencja teamów | Zawody europejskie. Konkurencja teamów |
| Rok                                    | Miejsce                                | Zawody                                 | Kategoria                              | Drużyna                                | Pozycja                                |
| -------------------------------------- | -------------------------------------- | -------------------------------------- | -------------------------------------- | -------------------------------------- | -------------------------------------- |
| 1937                                   | Budapeszt                              | 6. Mistrzostwa Europy Teamów           | Kobiety                                | Austria                                | 1                                      |
| 1936                                   | Sztokholm                              | 5. Mistrzostwa Europy Teamów           | Kobiety                                | Austria                                | 1                                      |
| 1935                                   | Bruksela                               | 4. Mistrzostwa Europy Teamów           | Kobiety                                | Austria                                | 1                                      |

## Klasyfikacja
- Marianne Boschan – klasyfikacja WBF (ang.)
- Marianne Boschan – klasyfikacja EBL (ang.)